# ユーミーコーポレーション
ユーミーコーポレーション株式会社は、鹿児島県鹿児島市伊敷一丁目に本社を置く建設会社。
2017年11月1日に弓場建設株式会社からユーミーコーポレーション株式会社に社名変更。主に鉄筋コンクリート造の賃貸マンション｢ユーミーマンション｣を手がける。
独自のノウハウで全国展開しているフランチャイズチェーン本部でもある。

## 概要
- 所在：〒890-0008  鹿児島県鹿児島市伊敷1-6-12
- 設立：1963年（昭和38年）6月
- 資本金：48,000,000円
- 代表取締役：弓場昭大

## ユーミーマンション
弓場建設からもじったユーミーだと思われがちだが、「You & Me」が元。関係する人々すべてが幸せになることを目的とし、まずYou（あなた）から良くなってもらう思想が含まれている。

## ユーミーマンションFC本部
- 鹿児島： 〒890-0008 鹿児島県鹿児島市伊敷1-6-12
- 東 京 ： 〒160-0023 東京都新宿区西新宿8-14-21 双英ビル5階